# Чернечки (Липецкая область)
Чернечки — деревня в Усманском районе Липецкой области России. Входит в состав Дрязгинского сельсовета.

## География
Деревня находится в юго-восточной части Липецкой области, в лесостепной зоне, в пределах Окско-Донской равнины, к востоку от железнодорожной линии Грязи — Воронеж, на расстоянии примерно 17 километров (по прямой) к северо-северо-востоку (NNE) от города Усмань, административного центра района. Абсолютная высота — 155 метров над уровнем моря.
Климат
Климат умеренно континентальный с тёплым летом и умеренно холодной зимой. Абсолютный минимум температуры воздуха самого холодного месяца (января) составляет −39°С; абсолютный максимум самого тёплого (июля) — 38°С. Среднегодовое количество атмосферных осадков — 511 мм. Максимальное количество осадков выпадает в период с мая по октябрь.
Часовой пояс
Деревня Чернечки, как и вся Липецкая область, находится в часовой зоне МСК (московское время). Смещение применяемого времени относительно UTC составляет +3:00.

## Население
| 2010 | 2011 |
| ---- | ---- |
| 25   | →25  |

Гендерный состав
По данным Всероссийской переписи населения 2010 года в гендерной структуре населения мужчины составляли 44 %, женщины — соответственно 56 %.
Национальный состав
Согласно результатам переписи 2002 года, в национальной структуре населения русские составляли 100 % из 60 чел.

## Улицы
Уличная сеть села состоит из одной улицы (ул. Луговая).